# Coalstoun Lakes National Park
Coalstoun Lakes National Park är en park i Australien. Den ligger i delstaten Queensland, omkring 240 kilometer nordväst om delstatshuvudstaden Brisbane. Arean är 26,3 kvadratkilometer.
Trakten runt Coalstoun Lakes National Park är nära nog obefolkad, med mindre än två invånare per kvadratkilometer.. Närmaste större samhälle är Biggenden, omkring 17 kilometer nordost om Coalstoun Lakes National Park.
I omgivningarna runt Coalstoun Lakes National Park växer huvudsakligen savannskog. Genomsnittlig årsnederbörd är 921 millimeter. Den regnigaste månaden är mars, med i genomsnitt 173 mm nederbörd, och den torraste är juli, med 26 mm nederbörd.